# Anton Tožbar

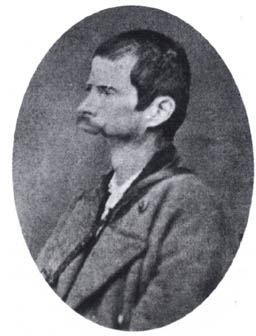
Anton Tožbar

Anton Tožbar der Ältere, Rufname Špik (* 3. Januar 1835 bei  Trenta; † 22. oder 24. Dezember 1891) war ein slowenischer Bauer und Bergführer.
Tožbar war der erste Bergführer von Julius Kugy (1858–1944), „dem Vater des Alpinismus“ in den Julischen Alpen. Besonders bemerkenswert war ein Unfall, bei dem ihm ein Bär den Unterkiefer mitsamt der Zunge abriss. Trotz der schrecklichen Verletzungen am 24. April 1871 lebte er noch 20 Jahre. Bis zu seinem Tod reichte der Schnauzbart auf seine Oberlippe und er trug ein Halstuch. Er konnte nur flüssige Nahrung aufnehmen, sprach fast unverständlich, betätigte sich aber immer noch auf seinen Unternehmungen als Reiseleiter. Špik wurde beim Fällen einer Fichte getötet, die er zusammen mit seinem Sohn Anton Tožbar dem Jüngeren geschlagen hatte. Ein kurzer Nachruf findet sich in den Mittheilungen des Deutschen und Oesterreichischen Alpenvereins von 1892.